# Dumont de Chassart
Dumont en Dumont de Chassart is een notabele en adellijke Belgische familie. De familie leidde jarenlang de jeneverstokerij Dumont Frères & Cie.

## Genealogie
- Auguste Dumont (1794-1876), stichter van de Etablissements de Chassart, x Eugénie de Fernelmont (1800-1855)
  - Edmond Dumont (1828-1892)
  - Emmanuel Dumont de Chassart (1830-1909) (zie hierna)
  - Eugène Dumont (1840-1908)
  - Louis Dumont (1835-1899), burgemeester van Sart-Dames-Avelines, x Laure Duvieusart (1837-1914)
    - Auguste Dumont de Chassart (zie hierna)
    - Guillaume Dumont de Chassart (zie hierna)

## Emmanuel Dumont de Chassart
- Emmanuel Joseph Eugène Dumont de Chassart (Saint-Amand-lez-Fleurus, 13 februari 1830 - Sart-Dames-Avelines, 1 mei 1909) werd in 1906 in de Belgische erfelijke adel opgenomen en kreeg in 1908 vergunning om de Chassart aan de familienaam toe te voegen. Hij was voorzitter van Établissements de Chassart en de Carrières de Ligny en lid van de Hoge Raad voor de Landbouw. Hij trouwde in 1866 in Anhée met Nelly Bauchau (1839-1876), nicht van Armand Wasseige, en hertrouwde in 1877 aldaar met Clémentine Bauchau (1845-1934), zus van zijn eerste vrouw. Hij kreeg vier zoons en een dochter uit het eerste huwelijk en een zoon en twee dochters uit het tweede.
  - Marie-Caroline Dumont de Chassart (1868-1934), trouwde in 1894 in Sart-Dames-Avelines met ridder Alphonse de Wouters de Bouchout (1859-1947), burgemeester van Melkwezer. Ze kregen vijf zoons en twee dochters, met afstammelingen tot heden.
  - Gabriel Dumont de Chassart (1870-1925), afgevaardigd bestuurder van Établissements Dumont de Chassart, trouwde in 1893 in Elsene met Marie van den Corput (1874-1895), dochter van Édouard van den Corput, geneeskundige en senator, en zus van Fernand van den Corput, advocaat, volksvertegenwoordiger en gouverneur van Luxemburg. Hij hertrouwde in 1899 in Gembloers met Madeleine Descampe (1879-1956). Hij kreeg een zoon en een dochter uit het eerste huwelijk en vier zoons en vier dochters uit het tweede.
    - Emmanuel Dumont de Chassart (1901-1944), burgemeester van Saint-Amand-lez-Fleurus, bestuurder van Établissements de Chassart en voorzitter van Sucreries Réunies, trouwde in 1931 in Brussel met Monique de Limelette (1910-1999). Ze kregen zeven zoons en een dochter, met afstammelingen tot heden. Als vergelding voor de moord op een rexist door partizanen, werd hij op 24 juli 1944 door rexisten ontvoerd en vermoord.
    - Claire Dumont de Chassart (1904-1976), trouwde in 1925 in Saint-Amand met Léon Hardy (1901-1979), burgemeester van Ragnies en senator. Ze kregen een zoon en twee dochters, met afstammelingen tot heden.

  - Paul Dumont de Chassart (1872-1946), voorzitter van Établissements Dumont de Chassart en bestuurder van Forges de la Providence, trouwde in 1899 in Artres met Marie-Louise d'Haussy (1880-1928). Ze kregen drie zoons, met afstammelingen tot heden.
  - Jean-Xavier Dumont de Chassart (1874-1947), bestuurder van vennootschappen en burgemeester van Marbais, trouwde in 1897 in Leuven met Maria Pauls (1875-1927). Ze kregen vier zoons en een dochter, met afstammelingen tot heden.

## Auguste Dumont de Chassart
Auguste François Louis Marie Dumont de Chassart (1859-1921), burgemeester van Villers-la-Ville en senator, werd in 1906 opgenomen in de Belgische erfelijke adel en kreeg in 1908 vergunning om de Chassart aan de familienaam toe te voegen. Hij trouwde in 1884 in Brussel met Alice Glibert (1864-1946). Ze kregen twee zoons en drie dochters, met afstammelingen tot heden, waaronder Xavier Dumont de Chassart, cavaleriemajoor en burgemeester van Villers-Perwin. Ze waren de schoonouders van jhr. Arnold van Wassenhove, burgemeester van Kerkhove, baron Gaston de Trannoy, generaal, Olympisch ruiter, sportbestuurder en gemeenteraadslid van Villers-la-Ville, en ridder Henry de Menten de Horne, cavalerieofficier, Olympisch ruiter en voorzitter van de Koninklijke Belgische Ruitersportfederatie.

## Guillaume Dumont de Chassart
Guillaume François Xavier Marie Renelde Ghislain Dumont de Chassart (Sart-Dames-Avelines, 17 augustus 1863 - aldaar, 11 februari 1939) was voorzitter van Établissements de Chassart, bestuurder van de Forges de la Providence en van Arbed en burgemeester van Sart-Dames-Avelines. Hij werd in 1906 opgenomen in de Belgische erfelijke adel en kreeg in 1908 vergunning om de Chassart aan de familienaam toe te voegen. Hij trouwde in 1894 in Hogne met barones Ida de Bonhome (1872-1964), dochter van baron Léopold de Bonhome, burgemeester van Hogne. Ze kregen zes zoons en zeven dochters, met afstammelingen tot heden.